# De Gamles Bys Kirke
De Gamles Bys Kirke ligger på Edith Rodes Vej på Nørrebro i Københavns Kommune.

## Historie
Kirkens arkitekt var Vilhelm Petersen.

## Kirkebygningen
- Fra bagsiden
- Kuppel

## Interiør
- Kirkerummet
- Kirkerummet
- Kirkerummet
- Kirkerummet set fra alteret
- Kirkerummet på tværs
- Kuplen indefra

### Alter
- Kor
- Alter

### Prædikestol
- Prædikestol

### Døbefont
- Døbefont

### Orgel
- Orgelfacade
- Lille orgel

### Kirkeskib
- Kirkeskib

## Gravminder
Tekst mangler, hjælp os med at skrive teksten

### Literatur
- Storbyens virkeliggjorte længsler ved Anne-Mette Gravgaard. Kirkerne i København og på Frederiksberg 1860-1940. Foreningen til Gamle Bygningers Bevaring 2001. ISBN 87-87546-18-3

## Eksterne kilder og henvisninger
- De Gamles Bys Kirke Arkiveret 19. september 2015 hos  Wayback Machine hos KortTilKirken.dk